# 조선민주주의인민공화국의 기업 목록

### 기계 공업 종류

조선민주주의인민공화국의 위치

- 대안중기계련합기업소
- 락원기계련합기업소
- 룡성기계련합기업소
- 북중기계련합기업소
- 금성뜨락또르공장
- 평남기계종합공장
- 평화자동차
- 승리자동차련합기업소
- 김종태전기기관차연합기업소

### 공작기계 공업 종류
- 희천 공작기계 종합 공장
- 구성 공작기계 종합 공장
- 장자강 공작기계 공장
- 운산 공구 공장

### 금속 공업 종류
- 김책제철련합기업소
- 황해제철련합기업소
- 성진제강련합기업소
- 보산제철소
- 청진제강소

### 화학 공업 종류
- 남흥청년화학련합기업소
- 순천화학련합기업소
- 2.8비날론련합기업소
- 은덕화학공장
- 순천과인산비료공장
- 보통강유기질복합비료공장

### 반도체 공업 종류
- 평양 집적회로 공장
- 평양 집적회로 시험 공장
- 리철호가 사업하는 기계 공장
- 89호 집적회로 공장
- Glocom
- 111호 마스크 제작소
- 진달래 손전화기 공장

### 전자 공업 종류
- 아리랑 정보 기술 교류사
- 락원 정보 기술 교류사
- 푸른하늘 전자제품 공장
- 진달래 손전화기 공장
- 목란 비데오

### IT 기업
- 고려링크
- 강성네트망
- 제일 정보 기술 합영 회사

### 군수 기업
- 118호 미사일 공장
- 동흥산 기계 공장
- 은덕화학공장 군수 일용품 직장
- 금성뜨락또르공장 군수 일용품 직장

### 무역회사 종류
- 조선 부강 회사
- 조선 백송 회사
- 조선 련봉 총회사
- 조선 만경대 회사
- 조선 비로봉 회사
- 조선 락원 회사
- 조선 연광 회사

## 같이 보기
- 내나라 (웹사이트)